# Julie Silver
Julie Silver (Příbram, República Txeca; 11 d'agost de 1981) és una actriu pornogràfica i model eròtica txeca.
Va néixer a l'agost de 1981 a Příbram, ciutat de la regió de Bohèmia Central de la República Txeca. Com a actriu, ha treballat amb productores europees i estatunidenques com Zero Tolerance, Jules Jordan Video, Mile High, Private, Marc Dorcel, 3rd Degree, Elegant Angel, Wicked, New Sensations, Evil Angel, Hustler o Doghouse Digital, entre d'altres. En tres ocasions (2004, 2005 i 2011) va ser nominada als Premis AVN en la categoria de millor escena de sexe en producció estrangera pels respectius treballs a Out Numbered, Semen Sippers i La Corsetry La Femme. També en aquests premis, en 2005 i 2006, va ser introduïda entre les candidates a Artista femenina estrangera de l'any.
En 2006, als premis celebrats en el Festival Internacional de Cinema Eròtic de Barcelona (FICEB), Julie Silver es va alçar amb el Premi Ninfa a Millor actriu de repartiment pel seu treball en la producció Kill Thrill. Es va retirar en 2011, i havia aparegut en un total de 303 pel·lícules com a actriu.

## Premis i nominacions
| Any  | Cerimònia  | Resultat   | Premi                                         | Treball              |
| ---- | ---------- | ---------- | --------------------------------------------- | -------------------- |
| 2004 | Premis AVN | Nominada   | Millor escena de sexe en producció estrangera | Out Numbered         |
| 2005 | Premis AVN | Nominada   | Artista femenina estrangera de l'any          | —                    |
| 2005 | Premis AVN | Nominada   | Millor escena de sexe en producció estrangera | Semen Sippers        |
| 2006 | Premis AVN | Nominada   | Artista femenina estrangera de l'any          | —                    |
| 2006 | FICEB      | Guanyadora | Premi Ninfa a Mullor actriu de repartiment    | Kill Thrill          |
| 2011 | Premis AVN | Nominada   | Millor escena de sexe en producció estrangera | La Corsetry La Femme |